# Теннисон, Джойс
Теннисон Джойс (англ. Joyce Tenneson) — американский фотограф, родилась в Вестоне, Массачусетс, США 29 мая 1945). Работает в художественном стиле и имеющая узнаваемый стиль. На фотографиях, выдержанный в стиле сепия или монохром предстают, как правило, женщины различных возрастов, часто обнаженные или полуобнаженные.

## Биография
Теннисон обучалась фотографии в Университете Джорджа Вашингтона. Работала моделью для Polaroid. В 39 лет она оставила свою работу преподавателя фотографии и переехала из Вашингтона в Нью-Йорк.
Свои снимки она делает преимущественно на камеру Polaroid 20x24.
В одном из своих интервью Джойс Теннисон сказала: Я абсолютно уверенна в том, что если вы заглянете глубоко в свои корни, если вы покопаетесь в этой внутренней территории, вы сможете извлечь своё уникальное я, аутентичное как отпечатки пальцев. Так вы можете найти свой собственный стиль, потому что нет никого такого же как вы."
Автор 15 книг, многократно награждена, в том числе Награда Международного Центра Инфинити и др.
Согласно опросу журнала American Photo Magazine Теннисон входит в 10 наиболее влиятельных женщин-фотографов в истории.
Живёт и работает в Рокпорте, Мэйн.